# Время на исходе
«Время на исходе» — двенадцатая серия шестого сезона британского научно-фантастический телесериала «Доктор Кто». Премьера серии состоялась 24 сентября 2011 года на канале BBC One.

## Сюжет
Готовясь к смерти, Доктор наносит прощальный визит своему старому другу Крейгу Оуэнсу и не может удержаться от расследования новой тайны. В магазине, куда он устраивается работать, гаснет свет, пропадают люди, а где-то рядом затаились киберлюди.